# 宮田丈夫
宮田 丈夫（みやた たけお、1909年 - 1986年3月15日）は、日本の教育学者。お茶の水女子大学名誉教授。

## 来歴
山形県生まれ。1930年山形県師範学校卒、山形県内の小学校教諭、35年山形高等学校入学、38年卒業、41年東京帝国大学文学部教育学科卒、42年同大学院中退、新潟県長岡女子師範学校教授、福島師範学校教授、文部省勤務、東京学芸大学助教授、55年お茶の水女子大学助教授、教授。1958年、細谷俊夫、大嶋三男、上滝孝治郎、宮坂哲文らと教育経営学会を設立。73年定年退官、名誉教授。

## 著書
- 『学級教育』東洋書館、1951
- 『教育指導論』杉山書店、1951
- 『学級経営』金子書房、1954
- 『青年のしつけ 悩みにこたえる20章』広池学園出版部、1963
- 『新しい道徳としつけ方』大阪教育図書、1960
- 『実践教育学 今日的課題とその進路』明治図書出版、1961
- 『新しい子どもとしつけ方』広池学園出版部 れいろうブックス、1966
- 『学級経営の現代化』明治図書出版、1966
- 『続・新しい子どもとしつけ方』広池学園出版部 れいろうブックス、1968
- 『教育の現代化と道徳教育』明治図書出版 道徳教育全書、1968
- 『新指導要領と学級教育』第一法規出版、1971
- 『宮田丈夫著作選集』全3巻、ぎょうせい、1975
1 (道徳編)、2 (経営編)、3 (随想論)
- 『美しき人々 教育小説』ぎょうせい、1978
- 『愛の輪・笞の輪 「いじめ」と校内・家庭内暴力 教育小説』樹芸書房、1985

### 共編著
- 『道徳時間をめぐる69の疑問』勝部真長共著、明治図書出版、1958
- 『明治図書講座教科経営』武田一郎共編、明治図書出版、1958
- 『道徳教育資料集成』編著、第一法規出版、1959
- 『道徳の研究授業 小・中学校編』小林信郎,松村謙共編、新光閣書店、1959
- 『明治図書講座学校行事』第1-3 伊藤秀夫,佐々木渡共編、明治図書出版、1959
- 『価値葛藤の場を生かす道徳時間の展開過程 その原理と実践 小学校編,中学校編』平野武夫共編著、明治図書出版、1960
- 『集会活動と学校行事』相馬孝之共編　新光閣書店 特別教育活動問題双書、1960
- 『教育管理学』持田栄一,大嶋三男共編　誠信書房 教育学叢書 、1961
- 『道徳時間の展開方式』編著　新光閣書店、1962
- 『全人形成をめざす学級経営 教室経営と集団経営』全3巻、編著、新光閣書店、1963
- 『道徳教材の類型と指導』間瀬正次共編著　明治図書出版 道徳指導シリーズ、1964
- 『教育相談をとりいれた学級経営』飯田芳郎,坂本昇一共編、文教書院、1965
- 『講座現代の道徳教育』第1-3 波多野述麿,宮地忠雄共編、明治図書出版、1965
- 『道徳教材の再構成と展開』編著　新光閣書店、1965
- 『学校目標の学級実現化』編著　新光閣書店、1967
- 『講座学級経営』編　明治図書出版、1967
- 『交通安全教育双書』全3巻 柏茂夫共編、明治図書出版、1967-68
- 『道徳時間における主体的学習 副読本利用による授業を中心として』編著、新光閣書店、1968
- 『学級経営の理論と実践 学級経営集大成』編著、明治図書出版、1969
- 『社会性を育成する学級教育』編著、新光閣書店、1969
- 『小学校特別活動問題新書』加藤隆勝共編、明治図書出版、1969
- 『小学校道徳指導細案』松村謙共編、明治図書出版 新学習指導要領細案化シリーズ、1969
- 『中学校特別活動問題新書』堀久共編、明治図書出版、1969
- 『小学校学級指導の実際 いつ・どこで・どう指導するか』山口和久共編著、新光閣書店、1970
- 『価値の構造化と道徳授業』編　明治図書出版 道徳指導シリーズ 、1971
- 『学習集団の変革と学級経営』編著　新光閣書店、1971
- 『学級教育事典』全10巻 責任編集、帝国地方行政学会、1972
- 『学級経営の技術』古島稔共編、明治図書出版、1972
- 『生活と価値の統一をめざす道徳授業の創造』編著、新光閣書店、1972
- 『学級経営実践事例双書』編、明治図書出版、1973
- 『学級指導の実践事例と考察』編著、新光閣書店、1973
- 『小学校道徳指導の基本問題事例』竹ノ内一郎共編著、新光閣書店、1973
- 『道徳の授業・発問と助言』宮地忠雄共編著、明治図書出版、1973
- 『女教師のための講座』一番ケ瀬康子,木川達爾共編、第一法規出版、1973 
『よい学級の創造と女教師』
『よい学校の創造と女教師』
『よい授業の創造と女教師』
『女教師の婦人問題』1974
- 『学校安全事典』宇留野藤雄,吉田瑩一郎共編、第一法規出版、1974
- 『子どものエゴイズムと学級経営』編著、新光閣書店、1975
- 『道徳授業と学級指導の統一展開』編著 西川猛,宍戸孝,薩日内信一編集、新光閣書店、1976
- 『自由活動時間の進路と方法 ゆとりある充実をめざして』編著、新光閣書店、1978
- 『道徳的実践力の授業と指導』編著、新光閣書店、1980
- 『子どもの「学び」を育てる学級経営』西川猛共編、明治図書出版 学級経営実践双書、1983